# Oleksij Petrenko
Oleksij Petrenko (ukrainisch Олексій Петренко, auch englisch Oleksiy Petrenko; * 28. März 1992) ist ein ukrainischer Biathlet.
Oleksij Petrenko hatte seinen ersten bedeutenden internationalen Auftritt bei den Juniorenweltmeisterschaften 2011 in Nové Město na Moravě, wo er 77. des Einzels und Fünfter mit der Staffel wurde. Wenig später nahm er auch an den Juniorenwettkämpfen der Europameisterschaften 2011 in Ridnaun teil und wurde 40. des Einzels. Im weiteren Jahresverlauf startete er auch bei den Juniorenrennen der Sommerbiathlon-Weltmeisterschaften 2011 in Nové Město na Moravě, wo er 28. des Sprints wurde, das Verfolgungsrennen als überrundeter Läufer aber nicht beendete. 2012 nahm Petrenko nur an den Europameisterschaften in Osrblie teil, bei denen er 16. des Einzels, wurde, im Sprint den 21. Platz und im Verfolger den 24. Rang belegte. Das Jahr 2013 brachte erneut Starts bei drei Großereignissen. Die Juniorenweltmeisterschaften 2013 in Obertilliach beendete er auf den Rängen 69 im Einzel und fünf im Sprint, bei den Juniorenrennen der Europameisterschaften 2013 in Bansko wurde er 37. des Einzels, 43. des Sprints und im Verfolgungsrennen überrundet.
Im Rahmen der Sommerbiathlon-Weltmeisterschaften in Haanja startete Petrenko erstmals bei Wettbewerben im Männer-Bereich. Im Sprint wurde er 15., im Verfolgungsrennen verbesserte er sich bis auf Rang zehn. Beim Mixed-Staffelrennen, in dem die ukrainische Staffel den Titel gewann, kam er nicht zum Einsatz.